# Peter Florjančič
Peter Florjančič (* 5. März 1919 in Bled; † 13. November 2020 in Radovljica) war ein jugoslawischer bzw. slowenischer Erfinder.
Florjančič war einer der bekanntesten slowenischen Erfinder, er hat rund 400 Patente angemeldet, von denen 41 realisiert wurden. Zu seinen bedeutendsten Erfindungen gehören Plastikrähmchen für Diapositive, der Kunststoff-Reißverschluss oder der Zerstäuber auf Parfümflaschen. Er erfand im Jahr 1957 auch einen Automobil-Airbag, ohne diesen zu vervollkommnen und anzumelden.
Florjančič wurde in einer Hoteliersfamilie in Bled geboren. Er lebte in Monaco, der Schweiz, Österreich und Deutschland und war auch ein Mitglied des slowenischen Skispringer-Teams, als Josef Bradl 1936 in Planica den weltweit ersten Sprung über 100 Meter setzte.
Florjančič war zuletzt fast vollständig erblindet, setzte aber seine Erfindertätigkeit mit PC- und anderer Hilfe fort.